# La Scala Cinema

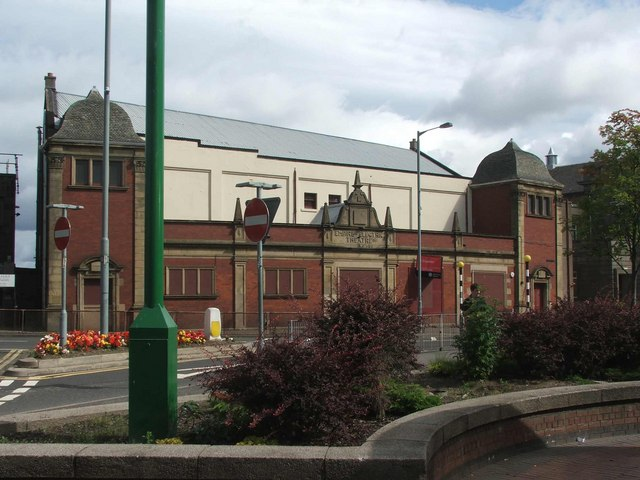
La Scala Cinema

Das La Scala Cinema, vormals Empire Electric Theatre, ist ein ehemaliges Kinogebäude in der schottischen Stadt Grangemouth in der Council Area Falkirk. 2007 wurde das Bauwerk in die schottischen Denkmallisten in der Kategorie C aufgenommen.

## Geschichte
Zu Beginn der 1910er Jahre entstanden die ersten zweckgebundenen Kinobauten in Schottland, von denen das 1912 im benachbarten Bo’ness eröffnete Hippodrome wahrscheinlich das älteste ist. Das Lichtspielhaus von Grangemouth wurde im Dezember 1913 als Empire Electric Theatre eröffnet und gehört damit zu den ältesten Kinogebäuden Schottlands. Nach drei Jahren wurde der Betrieb in La Scala Cinema umbenannt. Wahrscheinlich wurde der Innenraum mindestens ein Mal umfassend überarbeitet. Mit der Einführung des Tonfilms wurde der Saal in den 1930er Jahren an die neuen Bedürfnisse angepasst. Als Architekt könnte Alistair G. MacDonald, Sohn des britischen Premierministers Ramsay MacDonald, den Umbau geplant haben. In den 1940er Jahren fanden 655 Personen im Auditorium Platz. In den Jahren 1952 und 1962 brachen Brände im Gebäude aus, weshalb Renovierungsmaßnahmen durchgeführt wurde. Ab 1971 wurde das Gebäude als Bingosaal genutzt.

## Beschreibung
Das Gebäude liegt an prominenter Position neben dem Rathaus im Norden der Stadt. Die südexponierte Vorderseite entlang der Bo’ness Road (A904) ist architektonisch an den schottischen Neorenaissancestil angelehnt und beinahe symmetrisch aufgebaut. Sie besteht aus einem länglichen, einstöckigen Gebäude mit Vestibül, das beidseitig von zweistöckigen Türmen flankiert wird. Das Mauerwerk besteht aus Backstein, wobei die Gebäudekanten und -öffnungen mit Sandstein abgesetzt sind. Kolossale Blendpfeiler zieren die Kanten der Türme. Oberhalb des mittigen Eingangs ist der Name Empire Electric Theatre in eine Sandsteinplatte graviert. Gesprengte Giebel bekrönen die beiden Eingänge an den Türmen. Der schlichte Kinosaal liegt hinter diesen Gebäudeteilen. Sein Dach ist nicht ebenmäßig und fällt leicht ab. Die Dächer sind teilweise mit grauem Schiefer eingedeckt. Das Bauwerk befindet sich nicht mehr im Originalzustand und wurde mehrfach umgebaut und erweitert.